# NGC 1359
NGC 1359 (другие обозначения — ESO 548-39, MCG -3-10-7, IRAS03315-1939, PGC 13190) — галактика, относящаяся к  магеллановым спиральным галактикам  в созвездии Эридан. 
Это одна их крупнейших представителей галактик с единственным спиральным рукавом. 
Этот объект входит в число перечисленных в оригинальной редакции «Нового общего каталога».
Галактика NGC 1359 входит в состав группы галактик NGC 1359. Помимо NGC 1359 в группу также входят NGC 1383, NGC 1393, ESO 548-32 и ESO 548-79.
Галактика NGC 1359 входит в состав группы галактик NGC 1407. Помимо NGC 1359 в группу также входят NGC 1407, NGC 1440, NGC 1452, IC 343, IC 346, ESO 548-44, ESO 548-47 и ESO 548-68.
В галактике были обнаружены две области HII на расстоянии 3,6 килопарсек к востоку от ядра и 4,6 килопарсек к западу от него. Звёзды среднего возраста преобладают и в ядерной, и во внеядерных областях NGC 1359, но в ядре также найдены старые звёзды.